# Беги, сука, беги
«Беги, сука, беги» (англ. Run! Bitch Run!) — американский эксплуатационный фильм режиссёра Джозефа Гузмана. Мировая премьера фильма состоялась 15 марта 2009 года. Картина подражает эксплуатационным фильмам 1970-х годов, в том числе ужасным качеством звука и картинки.

## Сюжет
Подруги оказались свидетелями убийства. Члены банды взяли обеих девушек в заложники и стали их по очереди насиловать. Одну случайно убили, а другая чудом осталась жива. Она берёт в руки оружие и мстит членам банды.

## В ролях
| Актёр           | Роль    |
| --------------- | ------- |
| Черил Лойн      | Катрина |
| Ивет Корвеа     | Марла   |
| Джонни Уиншер   | Клинт   |
| Питер Тахо      | Лобо    |
| Кристина ДеРоса | Ребекка |
| Патрисия Грант  | Карла   |
| Ченоа Мейсон    | Холли   |
| Крис Вейдман    | Джонс   |
| Джессика Элдер  | Бутч    |

## Критика
Фильм вызвал неоднозначную реакцию критиков. Хотя все указывают на его связь с фильмами 1970-х годов, такими как «День женщины», однако если одним нравится идея фильма-оммажа, то другие считают, что уж тогда лучше и смотреть фильмы 1970-х, а не пытаться подменить их дешёвой поделкой.
Фильм отмечен на Fright Night Film Fest в 2009 году.